# Los Talas (Uruguay)
Los Talas es una localidad uruguaya del departamento de Maldonado, y forma parte del municipio de Aiguá.

## Ubicación
La localidad se encuentra situada en la zona noreste del departamento de Maldonado, al oeste del arroyo del Alférez (límite con el departamento de Rocha), y sobre la ruta 13, en su km 202. Dista 28 km de la ciudad de Aiguá.

## Población
Según el censo de 2011 la localidad contaba con una población de 124 habitantes.
| 123           | 171 | 105 | 144 | 124 |
| (Fuente: INE) |     |     |     |     |